# Ognjen Matic
Ognjen Matic, avstralski rokometaš hrvaškega rodu, * 21. avgust 1989, Split.
S hrvaško rokometno reprezentanco se je udeležil svetovnega prvenstva v rokometu leta 2011.